# Tötet nicht mehr!
Tötet nicht mehr! (Alternativtitel Misericordia – Tötet nicht mehr!) ist ein deutscher Stummfilm des Regisseurs Lupu Pick aus dem Jahr 1919.

## Inhalt
Es ist die Zeit vor der Revolution in Russland. Der Geiger Erik Paulsson wird von seinem Sohn zu einer Dichterlesung mitgenommen. Während des Vortrags von regierungskritischer Lyrik stürmen Kosaken die Veranstaltung und verhaften die Anwesenden. Der Gouverneur lässt die Gefangenen erschießen. Paulssons Sohn ist unter ihnen. Paulsson selbst kann durch die Hilfe des Sekretärs des Gouverneurs, Lundt, fliehen.
Paulsson tritt wieder als Cafehausgeiger auf. Er sieht unter den Gästen den Gouverneur. Paulsson hört auf zu spielen, geht auf den Gouverneur zu und erwürgt ihn in sinnloser Wut. Paulsson wird zu lebenslangem Zuchthaus verurteilt.
18 Jahre später: Paulsson wird wegen guter Führung begnadigt und wird von seiner inzwischen erwachsenen Tochter Karin aufgenommen. Paulssons Tochter und der Dichter Sebald Brückner, Sohn des Staatsanwalts, der das Urteil über Paulsson gesprochen hat, lieben sich. Der Staatsanwalt ist gegen die Verbindung und beschwört Karin, von seinem Sohn zu lassen. Karin und Sebald heiraten trotzdem.
Paulsson, der dem jungen Paar nicht im Wege stehen will, zieht aus und arbeitet als Straßenmusiker.
Lundt versucht den Staatsanwalt mit Hilfe von Beispielen aus Bilderbüchern über „Hinrichtungen im Wandel der Zeit“ vom Glauben an die Richtigkeit der Todesstrafe abzubringen.
Sebald Brückner hat endlich Erfolg als Dramatiker mit einem Stück, das er für Karin geschrieben hat. Als sich jedoch der lüsterne Theaterdirektor an Karin vergreifen will und sich die beiden gegen ihn wehren, werden sie entlassen und finden nirgendwo mehr ein Engagement. Karin wird darüber krank. Sebald Brückner tötet den Theaterdirektor und wird vom Gericht zum Tode verurteilt.

## Kritik
„[…] Es hieße, dem Werk Gewalt antun, wollte man es schlechthin als Tendenzfilm ansehen, der das ja nicht unaktuelle Thema der Abschaffung der Todesstrafe behandelt. Man hat versucht, jeder Ansicht ihr Recht werden zu lassen und weder dem Für noch dem Wider Karikaturen zu zeichnen. Jeder Fachmann weiß, wie schwierig es ist, einen Film, der mehr als nur Spiel sein soll, eine kinomäßig interessante Form zu geben. Eine glückliche Vereinigung von interessanter Form und gedanklichem Inhalt scheint mir hier gelungen. In etwa tolstoischer Art entwickelt sich aus einem kleinen Vergehen eine Reihe von Verbrechen, auf denen z. T. nach den landläufigen Gesetzen die Todesstrafe steht. […]“